# Chamobates schuetzi
Chamobates schuetzi är en kvalsterart som först beskrevs av Oudemans 1902.  Chamobates schuetzi ingår i släktet Chamobates och familjen Chamobatidae. Arten är reproducerande i Sverige. Inga underarter finns listade i Catalogue of Life.